# Capim-açu
O capim-açu (Andropogon minarum), também conhecido como capim-canutão e capim-doido, é uma erva de até 1 metro, da família das gramíneas, nativa do Brasil e presente do estado do Maranhão até o estado de São Paulo. Tal espécie possui folhas lineares e inflorescências em densas panículas. Fornece forragem e suas sementes são diuréticas.

## Etimologia
"Capim-açu" é um termo proveniente da língua tupi, significando "capim grande". É uma referência a seu porte, que é maior que o dos demais capins forrageiros. Minarum, traduzido do latim, significa "ameaças".